# Noliproctis
Noliproctis este un gen de molii din familia Lymantriinae.